# Iglesia de Nuestra Señora de la Purificación (Manzanilla)
La iglesia de Santa María de la Purificación (Iglesia de Nuestra Señora de la Purificación), en la población de Manzanilla (Provincia de Huelva), es un ejemplo del tipo de iglesia sevillana, en el que confluyen los estilos mudéjar y barroco, siguiendo un modo de proceder característico de la práctica constructiva del siglo XVIII en la zona. Fue declarada Bien de Interés Cultural con la tipología de monumento por la Junta de Andalucía, en 2009.

## Historia
La más temprana construcción del templo corresponde al siglo  XV y fue realizada en estilo mudéjar. Su configuración actual se debe a las obras que en la segunda mitad del siglo XVIII, modificaron profundamente su primitivo aspecto mudéjar, aunque no su traza. Los graves desperfectos sufridos con el terremoto de Lisboa en 1755 llevaron al arzobispo hispalense a plantearse su reconstrucción, que tuvo lugar a partir de 1759. Pedro de Silva, en su calidad de maestro mayor de obras, reconoce la fábrica y se procedió a sustituir la antigua espadaña por una torre nueva. La construcción se inició en 1760, bajo la dirección del maestro Lucas Cintora, paralizándose las obras en 1762. En 1778 volvieron a reanudarse los trabajos a cargo del maestro Francisco Díaz Pinto, culminándose al año siguiente. La torre es una construcción que destaca por su magnífica arquitectura realizada en ladrillo visto y por su singular decoración dispuesta con verduguillos de cerámica de color azul que alternan con el ladrillo tallado. Ultimada la torre, se afrontó la tarea de erigir de nuevo el templo, bajo las trazas de Antonio de Figueroa y Ruiz. Entre 1782 y 1783 dirigió las obras José Álvarez, realizando la portada de corte neoclásico de la nave del Evangelio.
Tras el incendio de 1936, provocado al comienzo de la guerra civil por el bando republicano, el edificio perdió la cubierta de la nave central y del crucero, permaneciendo en pie la cúpula de media naranja, el presbiterio, la nave de la Epístola y la nave del Evangelio. Las obras realizadas posteriormente respetaron el estado anterior de la fábrica, únicamente se ampliaron las dependencias, concluyéndose un salón a la derecha del presbiterio.
A principios del  vivió una nueva restauración centrada en la limpieza, consolidación y restitución de los muros exteriores. También se repararon las cubiertas de la capilla sacramental y sacristía, así como las carpinterías y cerrajerías exteriores del templo. Durante estos trabajos se descubrieron en la cabecera unas pinturas murales que semejan una balaustrada, así como otras en la fachada de los pies que recuerdan a rejas conventuales.

## Descripción
Aunque se trata de un edificio exento, la existencia de dependencias anejas en torno al presbiterio y la excesiva proximidad del caserío circundante dificultan en buena medida la completa percepción de su potente volumetría.

### Exterior
En el exterior, la fachada de los pies del templo destaca por su gran sencillez y originalidad. Se compone de un alzado de dos cuerpos; el inferior se encuentra centrado por una portada denominada del Sol, construida en ladrillo visto sobre el paramento liso de la fachada. Se estructura con dos cuerpos; el primero se compone de un vano central escarzado, con ménsula en la clave, que actualmente se encuentra tapiado, y en las enjutas muestra el escudo pontificio. El conjunto está flanqueado por altas pilastras dobladas, con ménsulas a modo de capitel, y frontón triangular partido, interrumpido por un rombo de resalto en cuyo centro presenta la inscripción «año de 1685». En ambos extremos de esta composición se ubican pirámides de bolas sobre pedestales.
El segundo cuerpo consta de una hornacina central flanqueada con cartones y espirales terminados en pináculos piramidales y frontón curvo partido, coronado con tres pilastras con bolas.
El trazado del segundo cuerpo y el contorno general de la fachada traduce la visión espacial del interior del templo. Está compuesta de un cuerpo central más alto que se corresponde con el hastial de la cubierta de la nave central de la iglesia. El conjunto está decorado en ladrillo visto, dispuesto en arcadas de medio punto, almohadillado y de carácter geométrico.
La fachada de la epístola, de gran sencillez, se compone de la portada y del volumen poligonal del camarín de Nuestra Señora de la Soledad, el cual se estructura con pilastras toscanas elevadas sobre un basamento y terminadas con un entablamento decorado con triglifos y metopas, interrumpido en la zona central por un óculo que proporciona iluminación a la capilla. Corona el conjunto una cornisa y antepecho dispuesto con dados en correspondencia con las pilastras y un remate trifolio en el centro. La portada se abre en el segundo tramo de la nave de la Epístola. Realizada en ladrillo visto, se compone de un vano de medio punto, moldurado, con clave resaltada y triángulos rehundidos en las enjutas. El conjunto se encuentra flanqueado por pilastras cajeadas, que sostienen un entablamento con triglifos y metopas bajo un movido frontón triangular coronado con jarrones.
La fachada del evangelio hace las funciones de principal tras el cierre de la portada de los pies. En ella se aprecian los diferentes volúmenes que la conforman: a la izquierda se ubica el patio del aljibe, antiguo cementerio de la iglesia, delimitado por un grueso muro coronado con merlones de capuchón. En los ángulos achaflanados de dichos muros se establecen dos retablos de azulejos realizados en el último tercio del siglo XVIII, con la representación de las almas del Purgatorio. El primero muestra sobre las Ánimas a Cristo Resucitado, a la Virgen del Carmen y a San José con el Niño. El segundo, la coronación de la Virgen y a la Santísima Trinidad. La portada da acceso al interior del templo a través del segundo tramo de la nave del Evangelio. Está considerada como una de las portadas del más puro estilo neoclásico. Construida en ladrillo visto se estructura mediante un vano de medio punto con ménsula en la clave, flanqueado con medias columnas adosadas, de fustes estriados en la zona inferior, que descansa sobre un pedestal cajeado, entablamento superior compuesto de metopas y triglifos, coronado con frontón triangular movido rematado con jarrones.
La torre se encuentra adosada y situada detrás de la cabecera del templo. Tiene dos accesos; uno interior que abre a la altura del primer cuerpo de campanas, a través de una escalera de caracol ubicada tras el testero de la iglesia y comunicada con el salón parroquial; y otro exterior, abierto al patio del aljibe. La torre se compone de caña, dos cuerpos de campanas superpuestos decrecientes y chapitel superior. Todo el conjunto tectónico, de gran riqueza ornamental, está construido en ladrillo visto tallado y azulejos embutidos. La caña de gran altura, compuesta de un basamento de piedra, muestra los ángulos redondeados y decorados en la zona superior a modo de capitel. En tres de sus frentes y dispuestos en eje, se abren balcones semicirculares con antepecho de balaustres, vanos trilobulados, pilastras dobladas y entablamentos con pinjantes y frontones partidos. Asimismo, presentan óculos moldurados y decorados en la zona superior con diversos motivos. También aparecen un retablo de azulejos con la representación del Sagrado Corazón de Jesús, así como una lápida de mármol con una inscripción alusiva al año en que se inicia la construcción de la torre, 1760.
El primer cuerpo de campanas se compone de banco y antepecho de pedestales y balaustres ondeados. Abre por cada flanco un vano con arco mixtilíneo flanqueado por pilastras de orden jónico. En los ángulos achaflanados se encuentran sencillas columnas jónicas, pilastras y columnas que soportan un sencillo entablamento sobre el cual se establece el antepecho.
El cuerpo superior presenta también los ángulos achaflanados y columnas salomónicas pareadas de orden corintio. El chapitel se compone de recortados perfiles y acusadas estrangulaciones que configuran su singular morfología.

### Interior
La actual iglesia es de planta basilical con tres naves de dos tramos cada una, crucero y capilla mayor de testero plano. La nave central, más alta y ancha que las laterales, se cubre con bóveda de cañón con lunetos y las laterales con bóvedas de aristas.
Las tres naves se encuentran separadas por arcos formeros de medio punto, moldurados, que descansan sobre pilares rectangulares con impostas. En las enjutas de estos arcos se establecen sendos resaltes triangulares. Hacia la nave central se adosan pilastras toscanas que descansan en pedestales cuadrados. Sobre los capiteles cabalgan sendos fragmentos de entablamento decorados con triglifos. Una gruesa cornisa marcadamente longitudinal indica el arranque de las bóvedas. Los tramos de las naves quedan delimitados por los arcos fajones que en la nave central son de medio punto y, en las laterales, de medio punto peraltados que descargan sobre pilastras adosadas a los pilares de los arcos formeros.
A los pies de la nave central se ubica el coro el cual conecta con la misma a través de un vano de medio punto sobre el que apoya la tribuna superior compuesta con antepecho de balaustres de hierro. A ella se accede mediante una escalera situada a los pies de la nave del Evangelio.
A los pies de la nave de la epístola se ubica la capilla bautismal, de planta rectangular cubierta con bóveda de arista. La zona central de la capilla la ocupa la pila bautismal, realizada en mármol blanco dispuesta sobre una solería compuesta de dos gradas hexagonales. Se trata de un conjunto de piezas cerámicas polícromas del siglo  XVI, de estilo renacentista, realizadas con la técnica de arista y decoradas con motivos geométricos que alternan con otros vegetales de colores azules, verdes, marrones y negros. Las piezas colocadas de cantoneras son planas, se decoran con motivos vegetales de tonos azules, son barrocas y datan del siglo  XVIII.
El crucero está cubierto de cúpula sobre pechinas que apoyan sobre cuatro arcos torales compuestos de pilastra adosadas en sus frentes. Los brazos del crucero, que no sobresalen en planta, se cubren mediante bóvedas de cañón con lunetos. El brazo izquierdo comunica con la capilla sacramental la cual es de planta cuadrangular cubierta con bóveda baída. En el brazo derecho se abre el camarín de Nuestra Señora de la Soledad.
La capilla mayor, que se encuentra a mayor altura que el resto de la iglesia, tiene planta cuadrangular y está cubierta también con bóveda de cañón y lunetos. A ambos lados se sitúan las dependencias parroquiales; a la izquierda comunica con la sacristía, recinto de planta rectangular, compartimentada, que conecta a través de un corredor con el despacho parroquial y tiene acceso además al patio del aljibe, antiguo cementerio del templo.

### Bienes muebles

#### Orfebrería
- Cáliz. Materia: plata. Técnica: cincelado y repujado. Estilo: renacentista de reminiscencias góticas. Cronología: 1530. Autor: anónimo.
- Cáliz.Materia: plata. Técnica: cincelado y repujado. Estilo: renacentista. Cronología: principios del siglo XVII. Autor: anónimo.
- Copón. Materia: plata dorada y esmalte. Técnica: cincelado y engastado. Estilo: renacentista. Cronología: principios del siglo  XVII. Autor: anónimo.
- Cáliz. Materia: plata. Técnica: cincelado y repujado. Estilo: barroco. Cronología: mediados del siglo XVIII. Autor: anónimo, punzón ilegible, sólo se distingue: RADA.
- Cruz Parroquial. Materia: plata. Técnica: cincelado y repujado. Estilo: renacentista. Cronología: último cuarto del siglo XVI. Autor: anónimo.
- Cruz Parroquial. Clasificación: orfebrería. Materia: plata. Técnica: cincelado y repujado. Dimensiones: 97 cm de alto x 51 cm de ancho. Estilo: renacentista. Cronología: último cuarto del siglo  XVI. Autor: anónimo.
- Demanda. Materia: plata. Técnica: cincelado y repujado. Estilo: barroco. Cronología: segunda mitad del siglo XVIII. Autor: anónimo.
- Portapaz. Materia: bronce sobredorado. Técnica: cincelado y repujado. Estilo: bajo renacimiento. Cronología: último cuarto del siglo  XVI. Autor: anónimo. Ubicación: sacristía.
- Portapaz. Materia: plata. Técnica: cincelado y repujado. Estilo: neoclásico. Cronología: 1813. Autor: Vega/Herrera, punzón de Córdoba. Ubicación: sacristía.
- Crismeras.Materia: plata. Técnica: cincelado y repujado. Estilo: manierista. Cronología: principios del siglo  XVII. Autor: anónimo.
- Cáliz. Materia: plata. Técnica: cincelado y repujado. Estilo: bajo renacimiento. Cronología: principios del siglo  XVII. Autor: anónimo. Ubicación: sacristía.
- Cáliz. Materia: plata. Técnica: cincelado y repujado. Estilo: barroco. Cronología: mediados del siglo siglo  XVIII. Autor: anónimo.
- Copón. Materia: plata. Técnica: cincelado y repujado. Estilo: barroco. Cronología: segundo tercio del siglo XVIII. Autor: anónimo.

#### Pinturas
- Aparición de la Virgen a San Bernardo. Materia: lienzo y pigmentos al aceite. Técnica: pintura al óleo. Estilo: barroco. Cronología: último tercio del siglo  XVII. Autor: anónimo, próximo al círculo de Matías de Arteaga.
- Inmaculada Concepción. Materia: lienzo y pigmentos al aceite. Técnica: pintura al óleo. Dimensiones: 144 cm de ancho x 96 cm de alto. Estilo: barroco. Cronología: siglo  XVIII. Autor: anónimo. Ubicación: capilla mayor, muro del lado del evangelio, sobre la puerta que comunica con el despacho parroquial.
- Soledad. Materia: lienzo y pigmentos al aceite. Técnica: pintura al óleo. Estilo: barroco. Cronología: siglo  XVIII. Autor: anónimo.
- Dolorosa. Materia: lienzo y pigmentos al aceite. Técnica: pintura al óleo. Estilo: barroco. Cronología: siglo XVII. Autor: anónimo. Ubicación: sobre el segundo pilar del lado de la epístola.
- Virgen del Rosario. Materia: lienzo y pigmentos al aceite. Técnica: pintura al óleo. Estilo: barroco. Cronología: siglo  XVII. Autor: anónimo. Ubicación: testero lateral de la nave de la Epístola en su primer tramo.
- Ángel de la Guarda. Materia: lienzo y pigmentos al aceite. Técnica: pintura al óleo. Estilo: barroco. Cronología: siglo  XVIII. Autor: anónimo. Ubicación: testero lateral de la nave de la Epístola en su primer tramo.
- Inmaculada Concepción. Materia: lienzo y pigmentos al aceite. Técnica: pintura al óleo. Estilo: barroco. Cronología: siglo  XVIII. Autor: anónimo. Ubicación: testero lateral de la nave del Evangelio en su primer tramo.
- Virgen Dolorosa. Materia: lienzo y pigmentos al aceite. Técnica: pintura al óleo. Estilo: barroco. Cronología: siglo  XVIII. Autor: anónimo.

#### Retablo
- Banco de retablo. Clasificación: retablística. Materia: madera y barniz. Técnica: tallado, ensamblado y dorado. Estilo: barroco. Cronología: primera mitad del siglo  XVII. Autor: anónimo. Ubicación: testero lateral de la nave de la Epístola en su primer tramo.

#### Casullas
- Casulla. Materia: tela de terciopelo rojo, hilos de oro y de seda. Técnica: bordado de imaginería. Estilo: bajo renacimiento. Cronología: mediados del siglo  XVII. Autor: anónimo.
- Casulla. Materia: terciopelo rojo, hilos de oro y de seda. Técnica: bordado de imaginería. Estilo: bajo renacimiento. Cronología: mediados del siglo  XVII. Autor: anónimo.